# البطين (العراق)
قرية البطين وهي قرية تتبع مدينة اللطيفية وتقع في محافظة بغداد وسط العراق.